# Аэробное упражнение
Аэро́бное упражне́ние — любой вид физических упражнений относительно низкой интенсивности, где кислород используют как основной источник энергии для поддержания мышечной двигательной деятельности. «Аэробный» (дословно — «воздушный») означает, что одного кислорода достаточно для адекватного удовлетворения потребности в энергии во время физического упражнения. Как правило, упражнения лёгкой или умеренной интенсивности, которые могут поддерживаться в основном аэробным метаболизмом, могут выполняться в течение длительного периода времени. Противоположностью аэробного упражнения является анаэробное упражнение. К числу аэробных упражнений относят: ходьбу, бег на месте, бег, плавание, коньки, подъём по лестнице, греблю, катание на скейтборде, роликовых коньках, танцы, баскетбол, теннис.
Анаэробное упражнение — в этом виде двигательной деятельности энергия вырабатывается за счёт быстрого химического распада «топливных» веществ в мышцах без участия кислорода. Этот способ срабатывает мгновенно, но быстро истощает запасы готового «топлива» (0,5—1,5 минуты), после чего запускается механизм аэробной выработки энергии (см. также анаэробный энергетический обмен в тканях человека и животных).

## Сопоставление аэробной и анаэробной тренировок

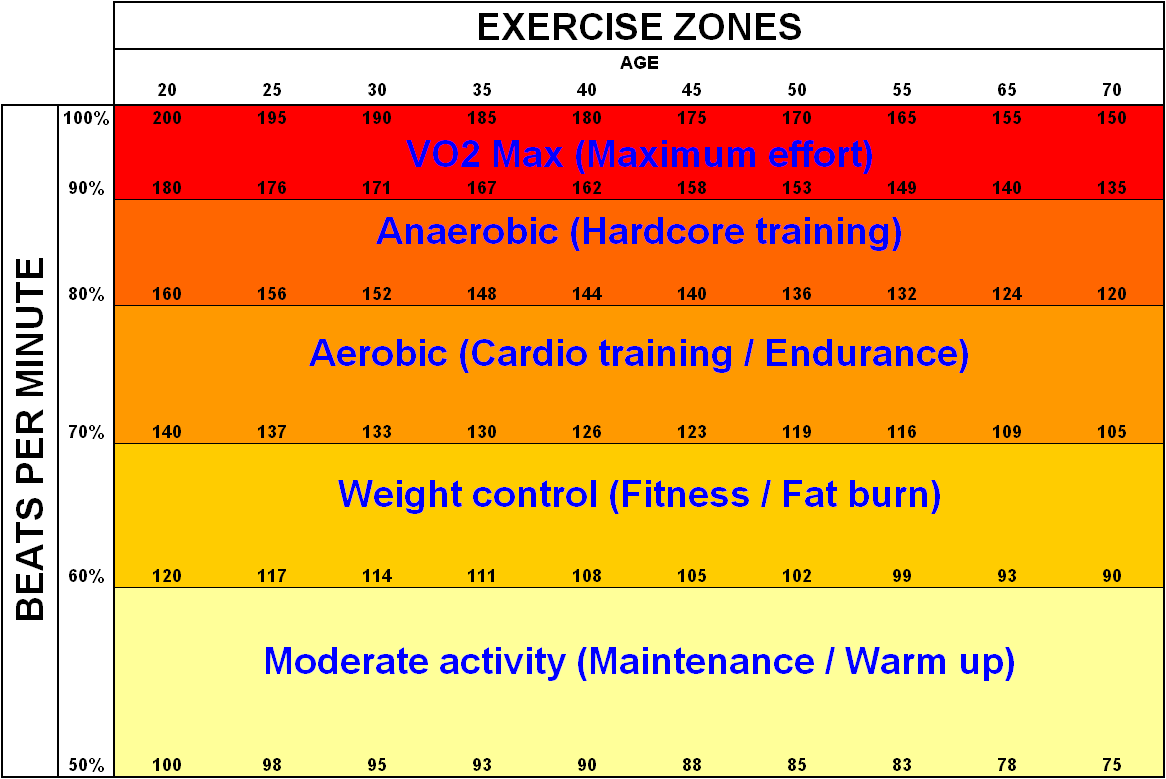
Таблица Фокса-Хаскела показывает зависимость между аэробной (светло-оранжевый) и анаэробной (тёмно-оранжевый) нагрузкой и пульсом

Характерные примеры анаэробной двигательной деятельности — силовая подготовка и спринтерский бег. Различия между двумя типами двигательной деятельности происходят от разной продолжительности и интенсивности мышечных сокращений. От этого зависит способ, которым энергия производится внутри мышц.
Первоначально при повышенной нагрузке мышечный гликоген перерабатывается в глюкозу в процессе гликолиза, образуя пируват, который после этого реагирует с кислородом (цикл Кребса), чтобы произвести углекислый газ и воду, выделяя энергию. При нехватке кислорода (например, при выполнении взрывных движений, которые являются анаэробными упражнениями), углеводы потребляются быстрее, так как пируват метаболизируется до лактата. Когда количество углеводов истощается, метаболизм жиров повышается для создания топлива через метаболические пути аэробного гликолиза. Анаэробные упражнения часто относят к начальной фазе двигательной деятельности, приходящуюся на начало физической нагрузки или происходящую во время любых резких рывков интенсивной нагрузки. При нагрузке такой интенсивности гликоген используется без участия кислорода и этот процесс менее эффективен.
Аэробными являются очень многие виды физических упражнений. Например, бег на дальние дистанции в среднем темпе — характерный пример аэробной нагрузки, а спринтерский бег на короткой дистанции — анаэробной. Кроме того, разработаны специальные упражнения, сочетающие в себе аэробную и анаэробную нагрузки (фартлек, аэробика).
Преимущества, которые даёт регулярная аэробная тренировка:
- укрепляются мышцы, ответственные за дыхание;
- укрепляется сердечная мышца, увеличивается её эффективность, снижается пульс в состоянии покоя;
- укрепляются скелетные мышцы во всём организме;
- улучшается циркуляция крови, снижается кровяное давление;
- увеличивается число красных кровяных телец, доставляющих кислород в ткани;
- улучшается психическое состояние, уменьшается стресс, снижается риск депрессии;
- снижается риск диабета.

Эффект от тренировок проявляется лишь в том случае, когда человек выполняет их с достаточной интенсивностью и достаточно часто. Чаще всего рекомендуют не менее 20 минут 3 раза в неделю. Для профилактики сердечно-сосудистых заболеваний кардиологи рекомендуют кардионагрузку в 60% от максимума в течение 1 часа 5—6 раз в неделю.
Аэробные упражнения не дают столь же значительной прибавки в физической силе, как анаэробные. Поэтому для профессионалов (спортсменов, военнослужащих, пожарных, полицейских) необходимо совмещение обоих типов тренировок. Механизм питания мышц под большой и резкой нагрузкой может быть развит только с помощью анаэробных тренировок. Тем не менее, аэробные упражнения вносят большой вклад в развитие сердечно-сосудистой и дыхательной систем, необходимых для развития выносливости.